# カラフルウィッシュ 〜12コのマジ★キュン!〜
『カラフルウィッシュ 〜12コのマジ★キュン!〜』（カラフルウィッシュ 12このまじきゅん）は2008年4月25日に戯画より発売された18禁恋愛アドベンチャーゲーム。「12人の魔法少女」をめぐるラブコメディ。
「カラフルシリーズ」の第3作と位置づけられており、第1作として『カラフルキッス 〜12コの胸キュン!〜』、第2作として『カラフルハート 〜12コのきゅるるん♪〜』があるが、内容に関連性はない。

## ストーリー
ごく普通の生活を送っていた井上陸は、突然魔法能力が発現し、能力者を保護・育成する国立の魔法学園・聖ディアマンテ学園へ編入学。通称「女子校」と呼ばれる全寮制学園で、魔法少女たちに囲まれる生活が始まった。そして数ヶ月後の冬、優勝すれば「とってもイイモノ」がもらえるという学園祭の3寮対抗魔法イベントに向け、ガーネット寮の選抜メンバーに選ばれた陸は、他の13人のメンバーと共に「学園長先生への贈り物」となる大魔法を考える。クリスマスに開かれる学園祭まであと2週間、みんなで力を合わせたオリジナル大魔法は果たして成功するのか。

## 登場人物
井上 陸（いのうえ りく）
本作の主人公。男子で初めて魔法能力が発現し、聖ディアマンテ学園唯一の男子生徒となる（ただし魔法能力の中身は中盤以降まで明かされない）。ガーネット寮の地下倉庫を急遽改装した寒い部屋に住む。女性にあまり免疫がなく、見つめられるとすぐにあがってしまう。また、考えていることがすぐ顔に出てしまうため、周囲に見抜かれてしまうこともしばしば。料理が得意で、作ったものをよく他の寮生達にたかられている。

### 魔法少女たち
聖ディアマンテ学園の同級生＆ガーネット寮の寮生で、陸と共に魔法イベントの選抜メンバーに選ばれた12組（13人）のヒロイン達。それぞれ違う魔法能力を持っている。
絵梨（えり）
声：咲ゆたか
能力：変身・変化
陸の幼なじみだが、小さい頃に学園へ入ってしまったため、久しぶりに再会した。陸のことは昔と同様に「陸ちゃん」と呼んで慕っている。成績優秀・スポーツ万能だが、スイッチが入ると陸と自分のことをあれこれ妄想してトリップする。変身魔法ではたまに元に戻れなくなり、魔力が枯渇するまでそのままになってしまう。
萌花（もえか）
声：中家志穂
能力：電撃・電気
あまのじゃくなツンデレタイプ。勉強が苦手で、言葉をよく間違えるため、たまに真面目なセリフを言っても残念なことになってしまう。人の言うことをすぐ信じてしまうので、陸によくいじられている。彼女の電撃は感情やコンディションに左右され不安定。
結愛（ゆあ）
声：天水るみ
能力：炎
巨乳を武器によく陸をからかうイタズラっ娘。エッチなイタズラのネタは「師匠」と呼ぶありすから教わっている。魔法の火力はそれなりに制御できる。
玲奈＆理奈（れいな＆りな）
声：みなづき蓮
能力：生物の怪我を治すなどの癒しの力
双子の姉妹で、黒ウサギのぬいぐるみを持つのが玲奈、白ウサギを持つのが理奈。同時にステレオサウンドで話すことが多く、声はかわいいが内容は毒舌。癒しの力は1人ではうまく発動できないため、2人一組で行動している。
弥生（やよい）
声：鶴岡さくら
能力：使い魔の召喚
よくしゃべるかしまし娘。しょうもないダジャレを毎日連発しては周囲を凍りつかせている。使い魔のレイラとは、時に仕事を押しつけたりもするが仲良くやっている。
まゆ
声：青葉りんご
能力：時間操作
歳は幼いが飛び級で進学してきた天才児。陸を「お兄ちゃん」と呼び、手を繋いだり膝の上で御飯を食べたりする甘えん坊。時間を操る希少能力者だが、まだ十分に力を発揮できていない。
瑞樹（みずき）
声：楠上ありか
能力：身体強化
陸上部所属のスポーツ少女で爽やかな性格。一人称は「ボク」。身体能力強化魔法は素手で岩を砕くほどの威力だが、日々鍛えているので魔法無しでも腕力が強い。
恵美（めぐみ）
声：唯香
能力：透視・念力
男性恐怖症で、陸が近づくと拳で殴り飛ばして逃げてしまう。陸に悪いとは思っているようだがどうにもならないらしい。女性に対しては普通に付き合える。
ありす
声：香澄りょう
能力：読心術（リーディング）
その迫力と色気でガーネット寮の主と敬われている。留年しているためみんなより一つ年上で、陸を坊や扱いして誘惑してくる。無類の酒好きで、朝から呑んでいることも。彼女のリーディングは、特に”下心”に対して鋭く働く。
雛子（ひなこ）
声：丸山ちなみ
能力：全てを闇に吸い込むブラックホール
気弱で引っ込み思案。ブラックホール能力をなかなか制御できず、日々研鑽中。料理上手で、彼女が当番の時の寮食は評判がよい。
栞（しおり）
声：和葉
能力：オールマイティ
真面目でお堅い性格のクラス委員長。暴走するみんなに手を焼きつつ、何とかまとめている。魔法能力は全般的に使えるが突出したものが無く、こちらでもみんなのサポート役。
エレーヌ
声：新世有希乃
能力：天候操作
車送迎で学園に通うお姫様。高飛車で自己中心的な性格で、周囲の学友達を「愚民」と言い放つ。真面目な栞とは犬猿の仲。自分の天候操作魔法を地味だと嫌っていて、滅多に発動しない。

### その他
学園長
声：野々村沙夜
聖ディアマンテ学園を統べる学園長。学生に理解があり、よくアメをくれるので人気がある。
レイラ
声：桜城ちか
弥生が召喚する使い魔。体長10cmほどで、背中の羽を使って空中を飛ぶ。複数召喚されることもある。

## スタッフ
- シナリオ：天崎カケル、夏椿、藤原休樹 with 企画屋
- 原画：七海綾音、天羽真理、uni8
- 主題歌：I've sound
- ムービー：神月社
- 制作・著作：戯画

## 主題歌
I need magic 〜解けないマジ★キュン〜
歌・作詞：KOTOKO / 作曲・編曲：C.G mix